# Несвижская ординация
Несвижская ординация — один из трёх майоратов, на которые поделил свои владения Николай Радзивилл Чёрный (1515-1565). Это неделимая совокупность земель с центром в Несвижском замке досталась его старшему сыну Николаю Христофору по прозвищу Сиротка, чьи потомки по мужской линии владели майоратом до самой Второй мировой войны. Младшие сыновья Николая Чёрного получили две другие ординации — клецкую и олыцкую. Разделение владений Радзивиллов на три части было скреплено соглашением, подписанным в Гродно 16 октября 1586 года и через 3 года утверждённым сеймом.

## Династический кризис
Кардинальное перераспределение земель Радзивиллов произошло во время Наполеоновских войн. Князь Доминик Иероним Радзивилл, 11-й ординат несвижский, в 1808 году сбежал из Несвижского замка от законной жены в литовскую усадьбу со своей замужней кузиной Теофилой. Пока влюблённые оформляли расторжение браков и пытались узаконить свои отношения, у них родился сын Александр. Он жил и воспитывался в Австрии, где был признан в качестве законного наследника своего отца. Когда в пределы России вторгся Наполеон, Доминик Иероним примкнул к его армии и погиб в одном из сражений. В наказание за измену Александр I велел конфисковать все его владения и отказался признать его рождённого до брака сына законным наследником. Потомки Александра Радзивилла ещё в 1920-е годы жили в Вене в стеснённых материальных обстоятельствах. 

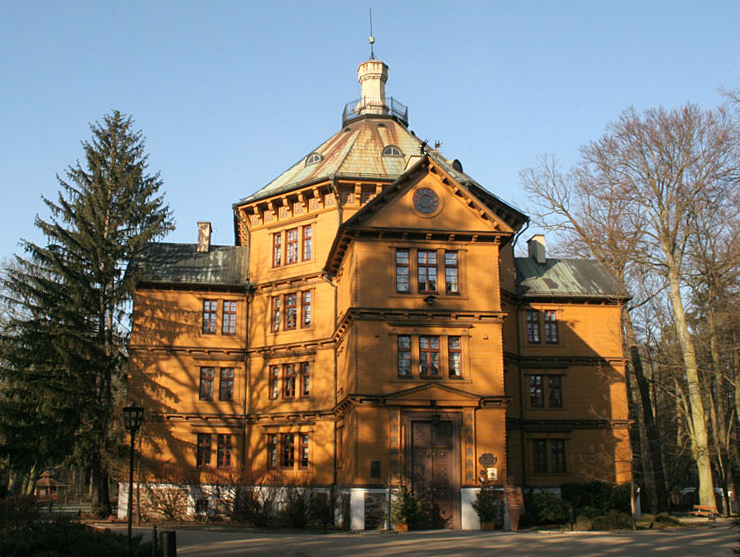
К. Шинкель. Усадьба Антона Радзивилла в Пшигодзице. Его потомки проводили здесь больше времени, чем в самом Несвиже.

Единственная дочь Доминика Иеронима от первого брака Стефания, исходя из салического принципа наследования майоратов не могла претендовать на Несвиж. Девочку забрала на воспитание в Петербург её дальняя родственница — вдовствующая императрица Мария Фёдоровна. В 1828 году её выдали замуж за графа Льва Витгенштейна, сына российского фельдмаршала. При этом императрица Александра Фёдоровна убедила передать несвижскую ординацию мужу своей тётки Луизы Прусской — князю Антону Радзивиллу, который в качестве прусского подданного губернаторствовал с 1815 года в Познани. Таким образом, в его руках соединились три ординации — олыцкая, несвижская и вновь учреждённая пшигодзицкая. Несвижский замок был возвращён российскими властями его сыну только в 1860-е годы.

## Витгенштейновское состояние
Между тем колоссальные владения, которые были приобретены несвижскими Радзивиллами уже после учреждения ординации в конце XVI века, были возвращены Стефании Радзивилл в качестве приданого. Физическое разделение владений Доминика Иеронима, обременённых общими долгами, затянулось на многие годы. После смерти Стефании и её мужа радзивилловское наследство перешло к их дочери Марии, которая вышла замуж за прусского сановника князя Гогенлоэ. На территории Российской империи новые владельцы радзивилловских земель практически не бывали.
Император Александр III был уязвлён, что немалые доходы от белорусских и литовских имений обогащают министра иностранных дел не всегда дружественной ему Германской империи. После принятия указа о том, что земли в пределах Российской империи смогут наследовать только российские подданные, он намекнул княгине Гогенлоэ, что ради неё будет сделано исключение, если кто-нибудь из её сыновей вступит на российскую службу. Княгиня ответила уклончиво, и разъярённый император дал ей 2 года на продажу белорусских имений (включавших в себя, среди прочего, Мирский замок). Поскольку в то время действовал запрет на покупку белорусских земель польскими помещиками, княгиня была вынуждена распродать свои имения за бесценок спекулянтам.